# Monument national et réserve nationale Craters of the Moon
Le monument national et réserve nationale Craters of the Moon (en anglais Craters of the Moon National Monument and Preserve) est un espace protégé au titre de monument national américain, situé sur la plaine du Snake, dans le centre de l'Idaho. Il s'étend sur les comtés de Blaine, Butte, Lincoln, Minidoka et Power.

## Historique et description
Une première zone est classée le 2 mai 1924 et agrandie au début des années 2000 pour s'étendre sur une superficie de 750 000 acres soit environ 3 000 km2.
Ce site contient trois grandes coulées de lave qui s'étendent le long du rift de l'Idaho. On peut y observer des moulages d'arbre brûlés : la lave en fusion entoure l'arbre, refroidit suffisamment vite pour imprimer les motifs de l'écorce mais assez pour ne pas carboniser l'arbre. 
Craters of the Moon comporte également des tunnels de lave, formés par le refroidissement superficiel de la lave qui constitue une grotte cylindrique dans laquelle la lave en fusion continue à s'écouler puis à s'évacuer.
La bonne conservation du site est due à sa jeunesse géologique (Holocène) : il s'est formé entre -15 000 et −2 000 ans.

## Faune
Le parc a recensé 2 000 espèces d’insectes, 8 de reptiles, 169 d'oiseaux, 48 de mammifères et même un amphibien (le crapaud occidental). Les ours bruns parcouraient autrefois cette région, mais ils ont depuis longtemps disparu localement. La plupart des animaux du désert sont nocturnes ou principalement actifs la nuit. Le comportement nocturne est une adaptation à la fois à la prédation et aux températures diurnes chaudes de l’été. Les animaux nocturnes comprennent les rats des bois (également appelés rats des moissons), les mouffettes, les renards, les lynx roux, les pumas, les chauves-souris, les engoulevents d’Amérique, les hiboux et la plupart des petits rongeurs du désert. D'autres animaux comprennent le cerf mulet, les coyotes, les porcs-épics, les lapins gris et de nombreux oiseaux chanteurs. 
Certains animaux du désert sont diurnes ou principalement actifs pendant la journée. Ceux-ci comprennent les écureuils terrestres, les marmottes, les tamias, les lézards, les serpents, les faucons et les aigles.

## Galerie

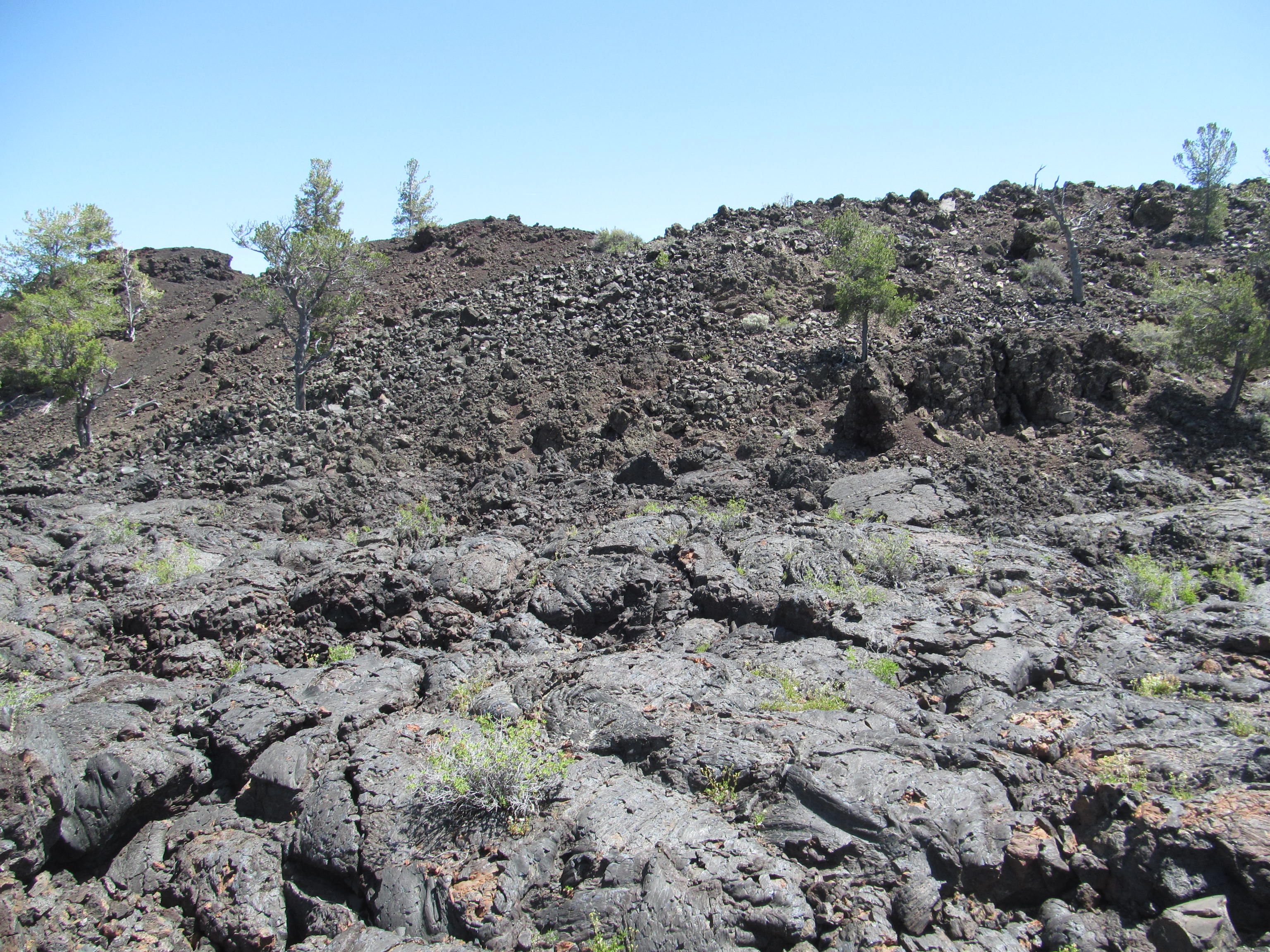
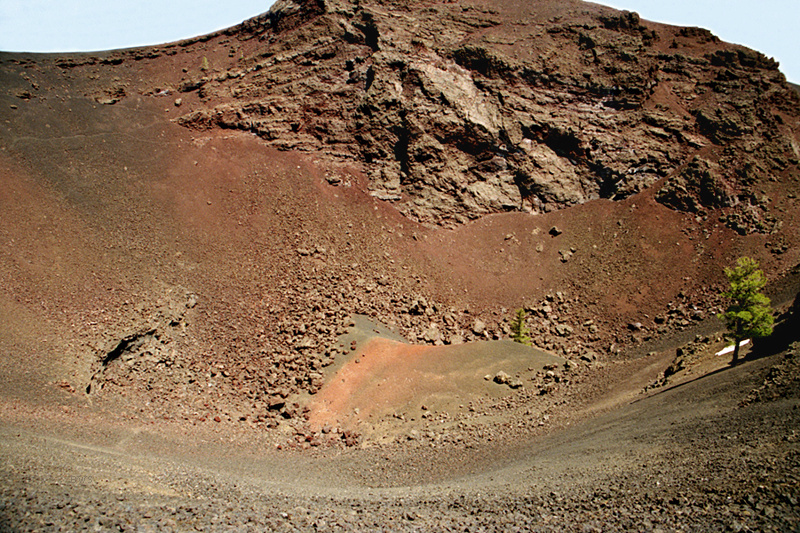
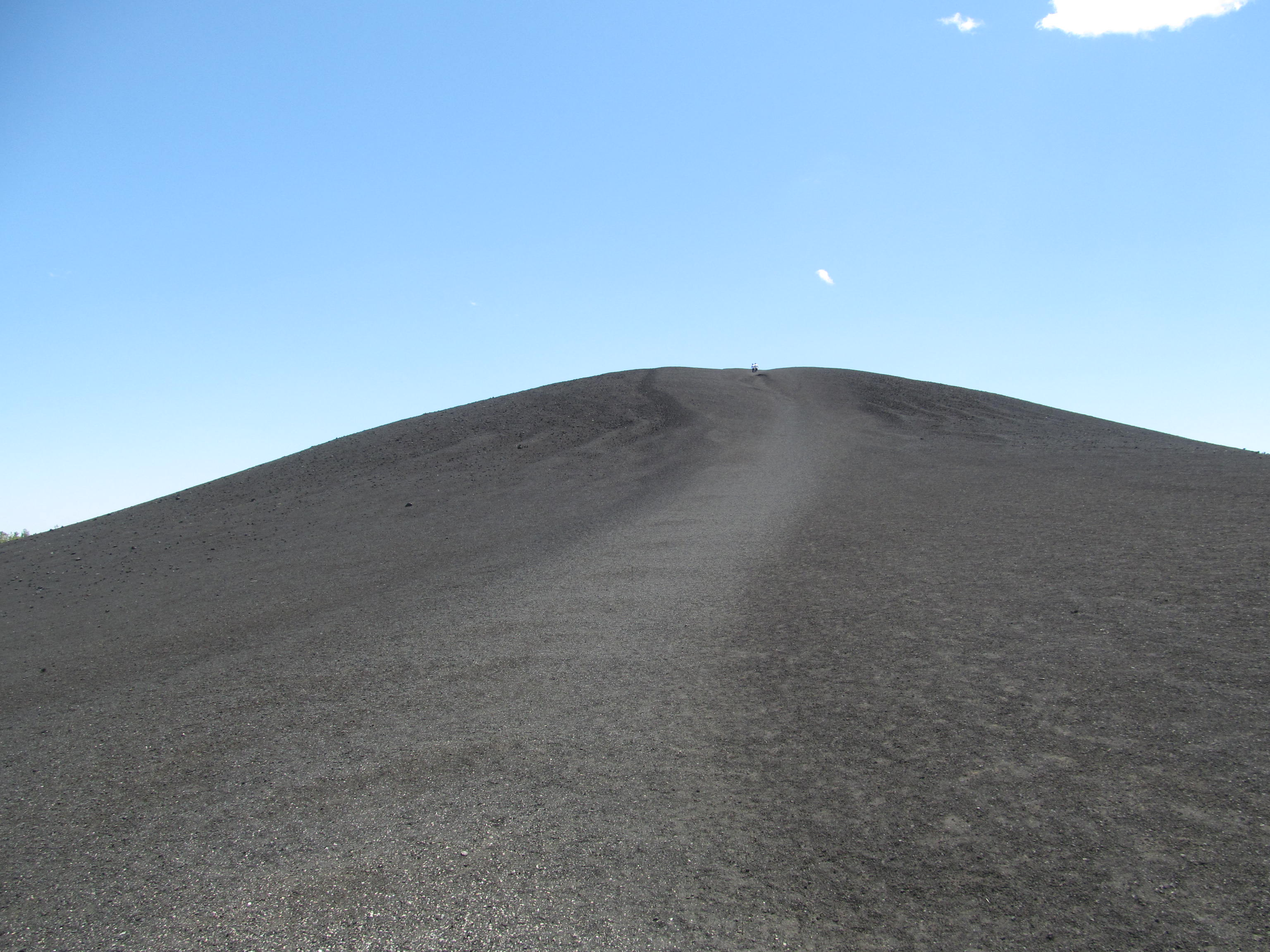
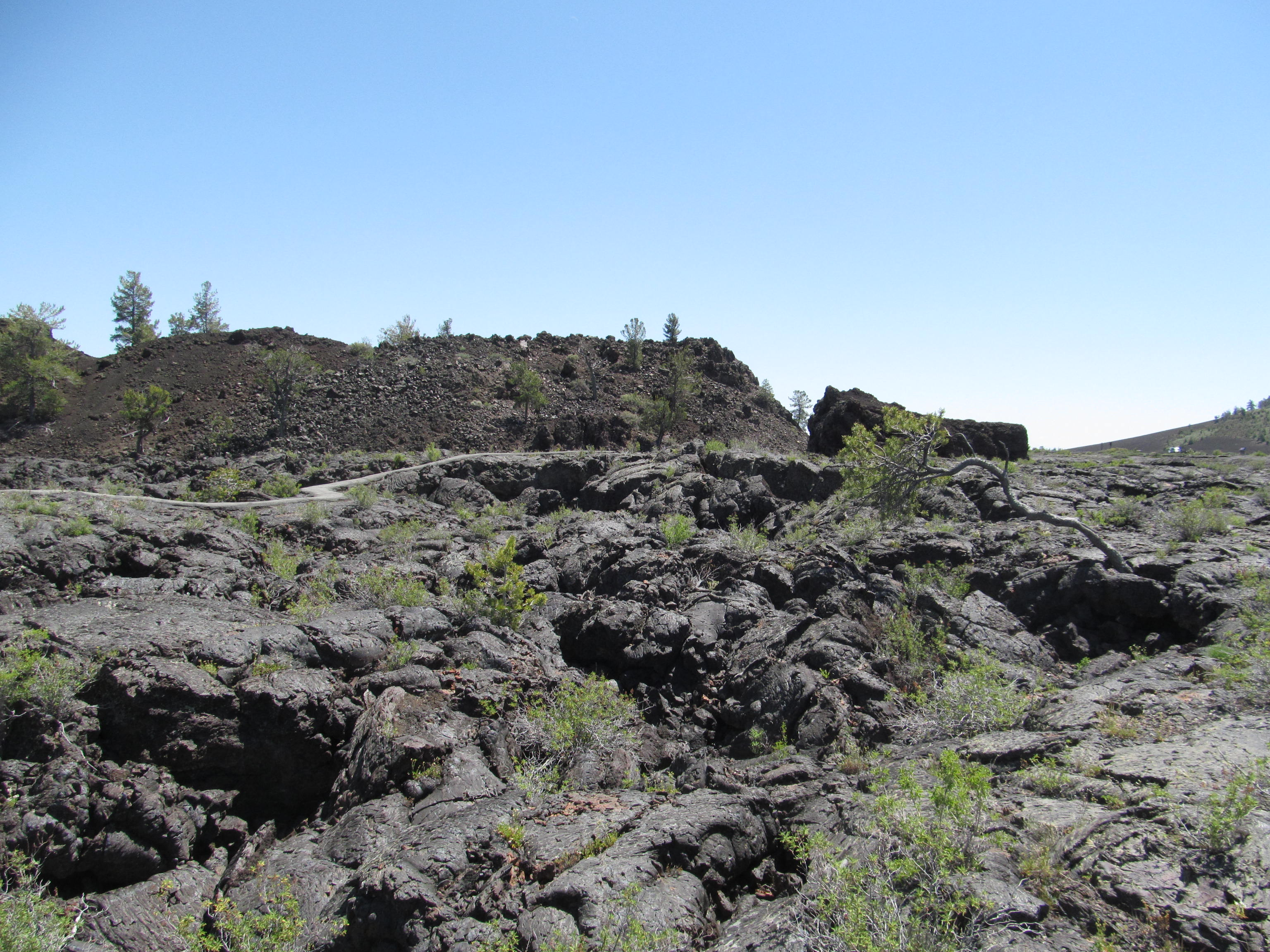
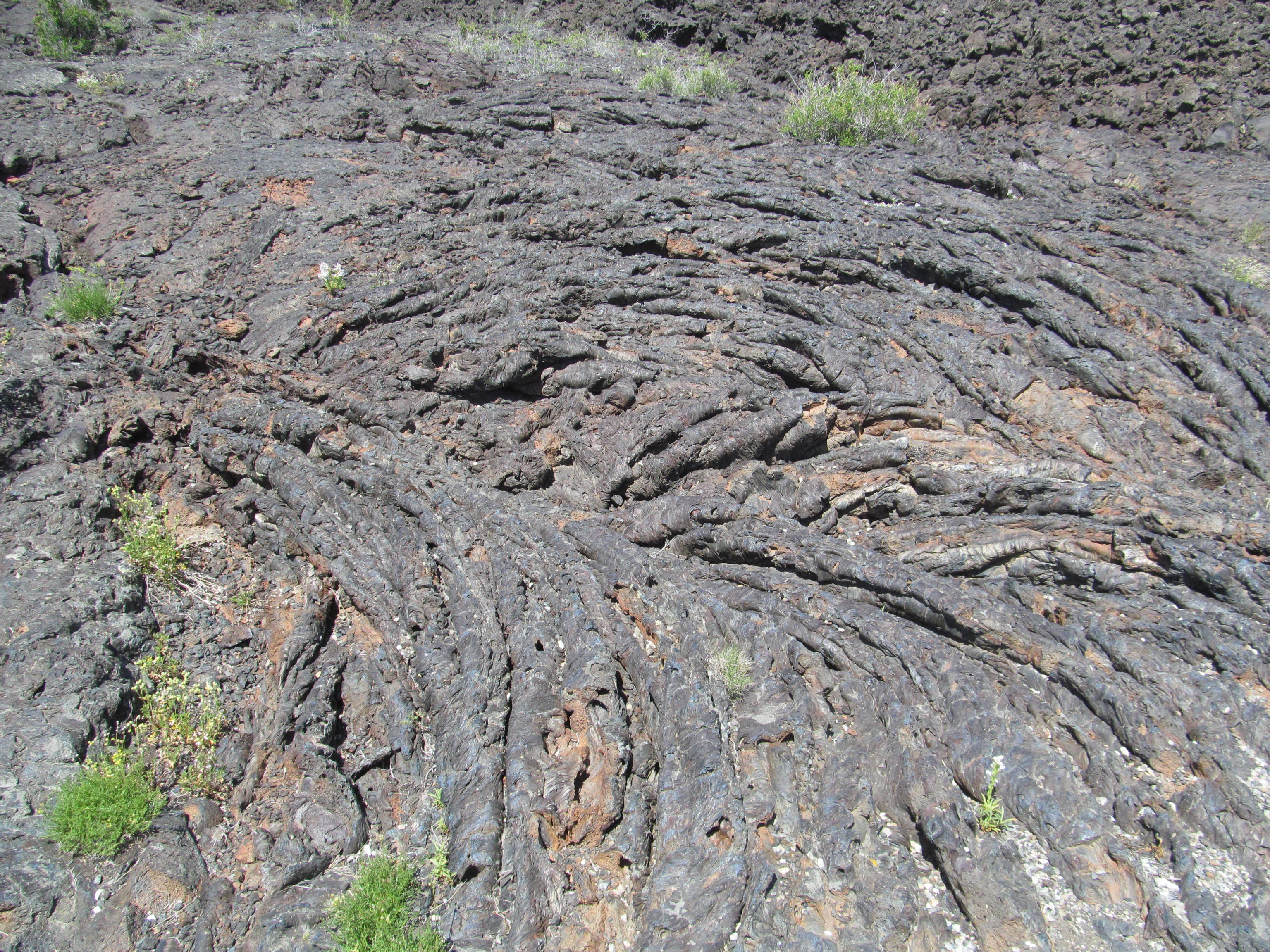